# Mesa

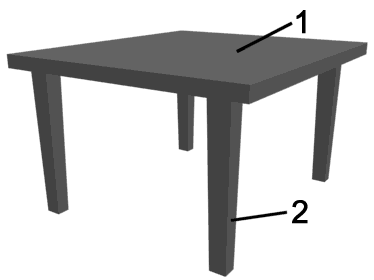
Representación esquemática de una mesa de cuatro patas. 1 - Tablero. 2 - Patas.

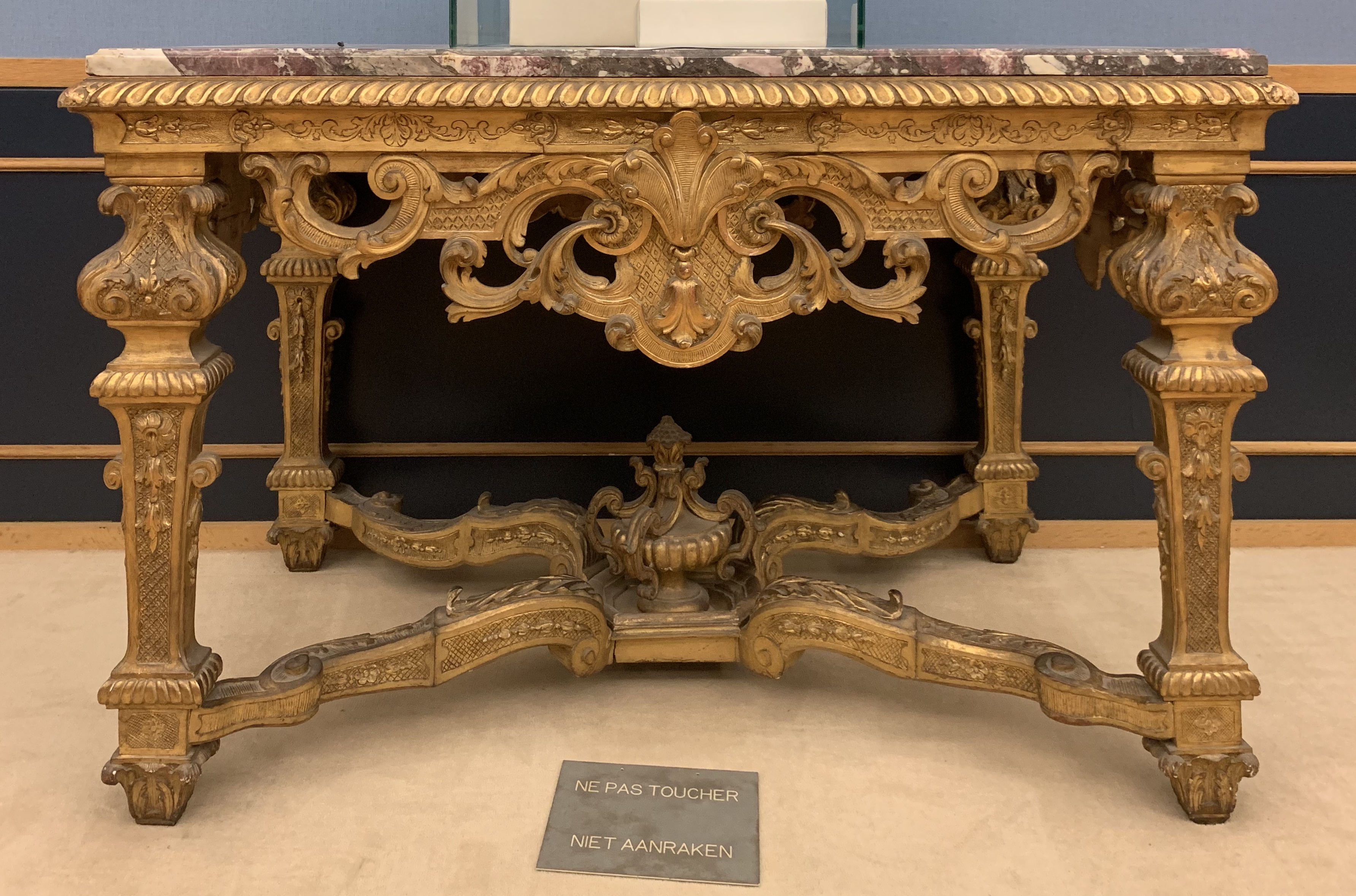
Una mesa barroca, con tapa de piedra (muy probablemente mármol), del Cinquantenaire Museum (Bruselas, Bélgica).

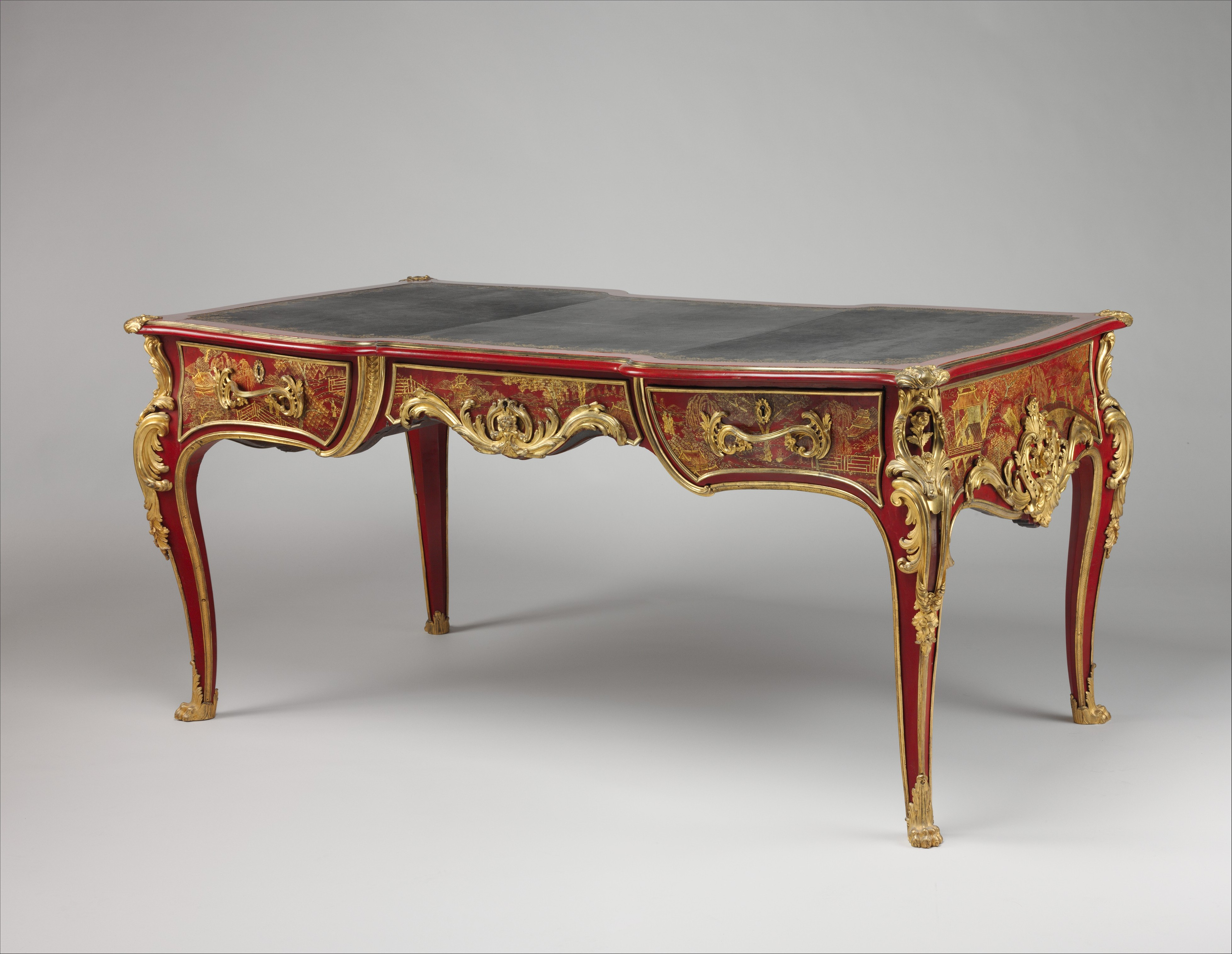
Mesa para escribir rococó; 1759; roble laqueado, monturas de bronce dorado y forradas de cuero moderno; altura: 80.6 cm, largo: 175.9 cm; Metropolitan Museum of Art (Ciudad de Nueva York).

La mesa (del latín mēnsa) es un mueble compuesto de un tablero horizontal liso y sostenido a la altura conveniente, generalmente por una o varias patas, para diferentes diseños y usos. Puede ser cuadrada, redonda o rectangular etc. 
Una de sus principales funciones es la de servir como plataforma para el consumo de alimentos, separándolos del suelo. También proporcionan una superficie de trabajo para numerosos oficios. Igualmente, pueden servir para usos lúdicos (mesa de billar, mesa de juegos) o como soporte de diversos enseres y objetos decorativos.  
Debido a su larga historia, y a su uso generalizado en determinadas sociedades humanas, existen una serie de usos y costumbres que se han desarrollado a partir de este objeto, como el protocolo a la hora de comer, las normas de trabajo en un entorno laboral, etc.
La mesa aparte de todo esto, es un lugar en el cual se realizan reuniones tanto familiares como de trabajo, por lo que se puede decir que es un lugar de o para convivencia.
Una mesa es un mueble con la parte superior plana y elevada que se apoya normalmente en 1 o 4 patas (aunque algunas pueden tener más). Se utiliza como superficie para trabajar, comer o colocar objetos. Algunos tipos comunes de mesas son las mesas de comedor, que se utilizan para que las personas sentadas puedan comer; la mesa de centro, que es una mesa baja que se utiliza en las salas de estar para exponer objetos o servir refrescos; y la mesilla de noche, que se suele utilizar para colocar un despertador y una lámpara. También hay una serie de mesas especializadas, como las mesas de dibujo, que se utilizan para hacer dibujos arquitectónicos, y las mesas de costura.
Los elementos de diseño más comunes son: 
- Superficies superiores de diversas formas, como rectangulares, cuadradas, redondeadas, semicirculares u ovaladas.
- Patas dispuestas en dos o más pares similares. Suele tener cuatro patas. Sin embargo, algunas mesas tienen tres patas, utilizan un solo pedestal pesado o están sujetas a una pared.
- Varias geometrías de mesa plegable que pueden plegarse en un volumen menor (por ejemplo, una bandeja de TV, que es una mesa portátil plegable sobre un soporte).
- Alturas que van desde la más común 18-30 pulgadas (45,7-76,2 cm), a menudo reflejando la altura de chairs o bar stools utilizados como seating para las personas que hacen uso de una mesa, como para comer o realizar diversas manipulaciones de los objetos que descansan sobre una mesa
- Una gran variedad de tamaños, desde pequeñas mesillas de noche a grandes mesas de comedor y enormes mesas de sala de conferencias.
- Presencia o ausencia de cajóns, estantes u otras zonas para guardar objetos
- Ampliación de la superficie de la mesa mediante la inserción de hojas o el bloqueo de secciones de hoja desplegable con bisagras en posición horizontal (esto es especialmente común en las mesas de comedor).

## Etimología
La palabra española, portuguesa y sarda «mesa» y la rumana «masă» derivan del latín mensa. Mensa originariamente era un tipo de pastel sagrado de los sacrificios romanos, sinónimo de libum. Luego su significado se extendió a la comida y más tardíamente al mueble donde se comía. En español aún existen expresiones donde se utiliza la palabra mesa con el significado de la comida que se sirve y no el mueble donde se coloca la comida, por ejemplo, «tener buena mesa». Las palabras «sobremesa» y «comensal» también están relacionadas. En partes centrales del Imperio Romano fue sustituida por la palabra vulgar tabula que era una plancha de madera, de donde provienen tavola en italiano, taula en catalán y table en francés; a su vez de esta última deriva table en inglés.

## Historia

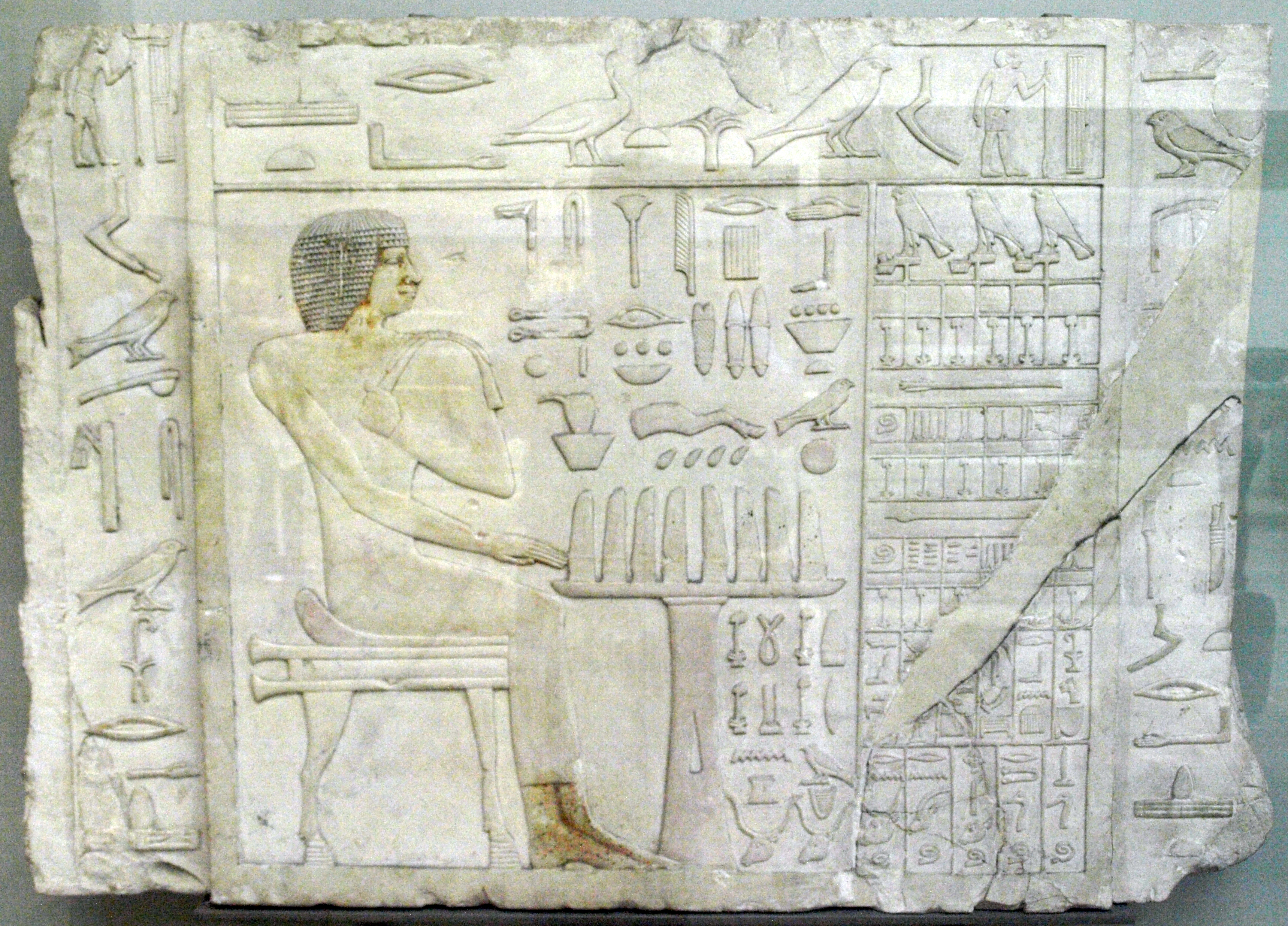
Estela egipcia en la cual aparece representada una mesa de ofrendas, c 2600 a. C.

En Egipto, durante el Imperio Antiguo; existían algunas mesas simples en forma de pedestal, cuya función era la de separar la comida del suelo. Estas mesas derivaron probablemente de los soportes sobre los cuales se colocaban platos o tazones para servir la comida. Además de las mesas, en las casas también había taburetes de tres patas. Sin embargo, no había mesas de comedor para servir a varias personas a la vez.

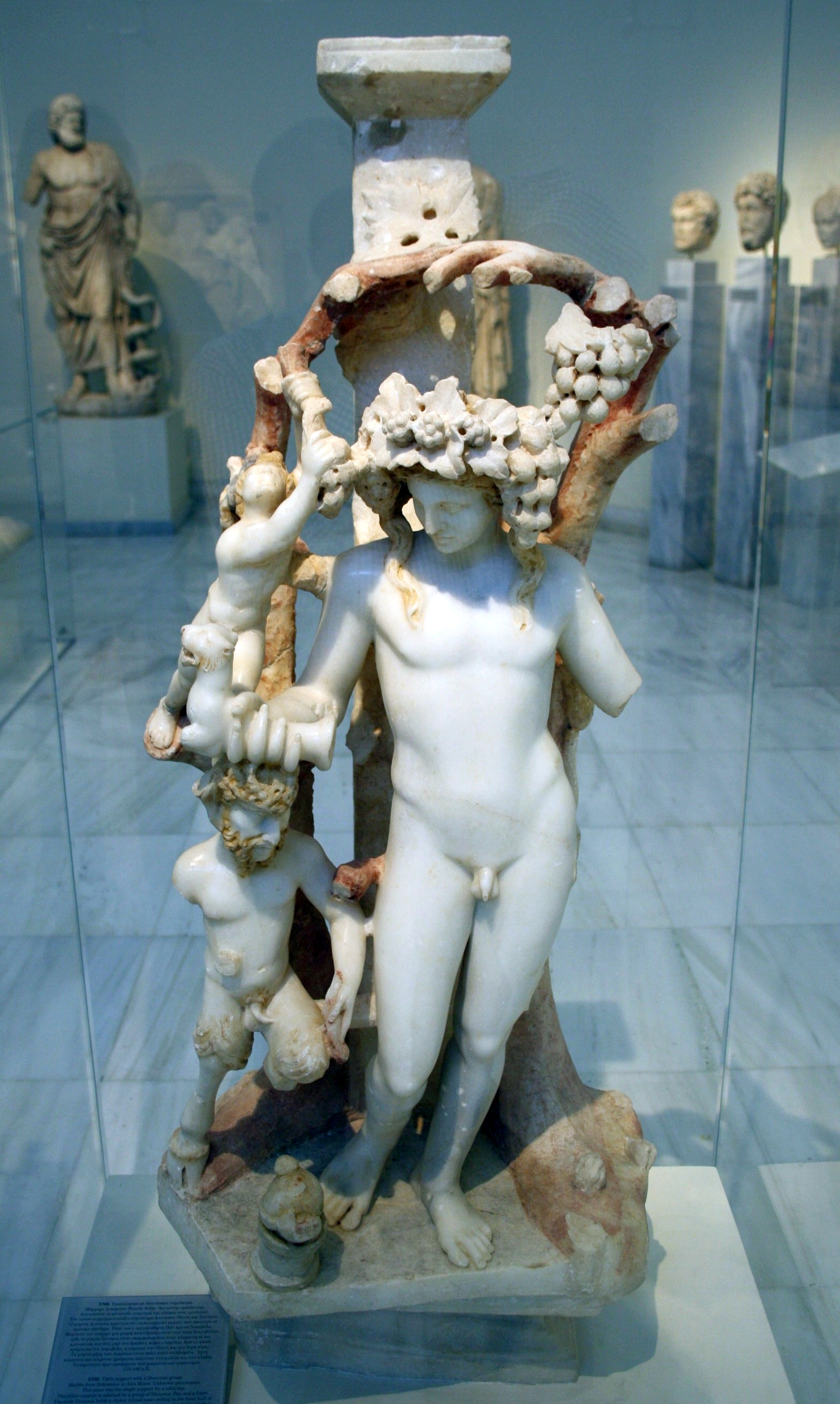
Soporte romano de mesa con un grupo dionisiaco (170/180 AD).

Las mesas ya eran utilizadas en la antigüedad greco-romana, en la que tenían una función litúrgica, además de ser utilizadas para el comercio y la industria, y en el ámbito doméstico. Este tipo de mesa, conocida como mesa délfica, era redonda y tenía tres patas. Horacio la llamaba mensa tripes, Cicerón tripodanea, y los griegos τριποδες. Los antiguos griegos utilizaban las mesas más frecuentemente que los egipcios, pero tampoco tenían grandes mesas para comer. En su lugar, utilizaban pequeñas mesas rectangulares que podían ser recogidas bajo los asientos cuando no estaban siendo usadas, y pequeñas mesas redondas sostenidas por tres soportes en forma de patas de ciervo con pezuñas. Durante el imperio romano, se inventaron las consolas, mesas de tres patas que podían ser colocadas contra un muro, y también aparecen las grandes mesas para servir comida, formadas por un gran tablero de madera o de mármol apoyado sobre un elaborado soporte de mármol decorado con criaturas mitológicas, o por otros soportes más sencillos.

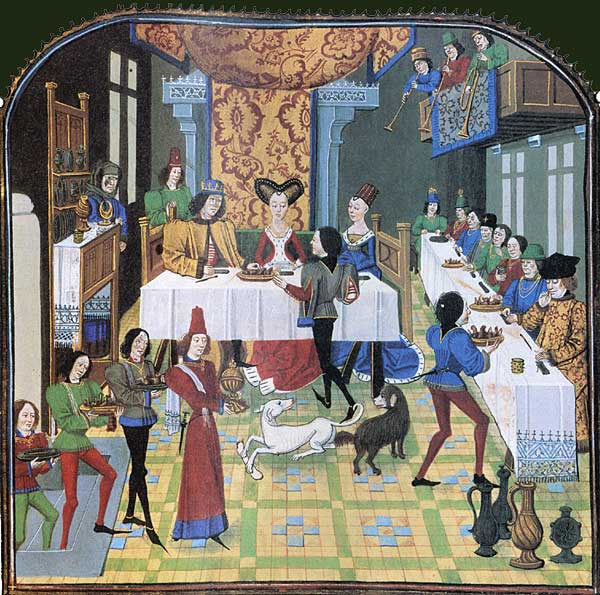
Banquete de bodas en Francia en el.

Durante la Edad Media en España, en las residencias de las grandes familias feudales, se organizaban banquetes durante los cuales los alimentos se colocaban sobre largas mesas. El anfitrión se sentaba en una mesa especial, más alta que el resto, mejor iluminada y cubierta por un dosel. Los invitados se sentaban en las mesas laterales, los de mayor rango se colocaban en las posiciones más cercanas al anfitrión. Los bancos, cubiertos de cojines o tapetes, se disponían sobre uno de los lados de la mesa, y la comida se servía desde el lado contrario.
Durante el mismo periodo, en Inglaterra, los paisanos de un señor feudal podían recibir un cierto número de objetos, que se quedaban recogidos en unos registros llamados principalia, cuando ocupaban una de sus casas. Entre estos objetos, solían contarse mesas de caballete, muy básicas, y a veces los manteles para vestirlas. Las mesas eran muy inestables, y solían estar flanqueadas de largos bancos, ya que las sillas y taburetes eran muy escasos. Durante la noche las mesas podían ser retiradas para hacer espacio para la gente que dormía en el suelo, y durante los días en los que hacía buen tiempo, eran sacadas de las casas para servir comidas al aire libre.
Durante el renacimiento en Italia, las mesas estaban generalmente constituidas por un tablón apoyado sobre caballetes, pedestales o soportes de piedra tallada. En Inglaterra, las mesas aparecían frecuentemente en las obras de teatro, y eran colocadas sobre el escenario cada vez que se quería representar un banquete.

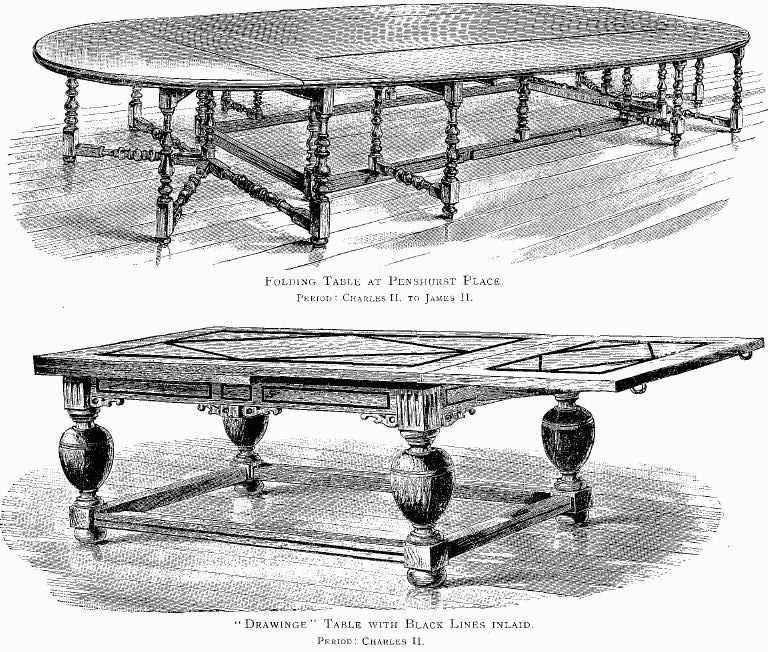
Mesa plegable y mesa de dibujo, Inglaterra,

En la época barroca en Europa (siglos XVII y XVIII), las mesas comienzan a ser decoradas profusamente con motivos esculturales simétricos inspirados por la arquitectura eclesiástica italiana. Numerosos tipos de mesa aparecen durante este periodo, incluyendo las mesas para tomar el té. En Alemania, el mobiliario barroco es muy rectilíneo, a veces encastrado en pesadas molduras decorativas. En Inglaterra, los muebles barrocos no aparecieron hasta los años 1660.
A principios del siglo XVIII una nueva corriente hace su aparición en Francia, en el cual las curvas y la riqueza de las mesas barrocas se vuelven más ligeras y menos formales. Esta tendencia recibió el nombre de estilo regencia, debido a la regencia que siguió a la muerte de Louis XIV en 1715. El estilo regencia marcó los inicios del mobiliario Rococó, que se difundió a partir de Francia, caracterizado por la ligereza de sus motivos decorativos, menos imponentes que los de la época barroca, y por sus formas asimétricas.
A principios del siglo XIX aparecen dos nuevos tipos de mesa: la mesa con un pedestal central y la mesa de sofá. Las largas mesas de comedor vuelven a ser populares. También abundan las pequeñas mesas de escritorio.

## Tipos de mesas
- Mesa camilla. Mesa, generalmente redonda, aunque también puede ser rectangular o cuadrada, con bastidor para colocar el brasero en el centro. Se suele colocar en el centro del salón y se cubre con faldas.
- Mesa libro. Mesa cuyo tablero se pliega por la mitad y se gira para ocupar la mitad del espacio.
- Mesa extensible. Mesa con tablero partido por la mitad que se asienta sobre rieles. El tablero se separa si es necesario y se inserta en el centro un suplemento de madera. Se trata de una mesa polivalente que puede ampliarse en situaciones excepcionales; por ejemplo, si se reciben visitas. El añadido se disimula al colocar encima el mantel.
- Mesa auxiliar. Mesa de pequeñas dimensiones que se utiliza para posar objetos de forma temporal o en caso de necesidad. Sirve de apoyo a las mesas principales. Se sitúa en los pasillos, esquinas o junto a los sillones. En ocasiones, se presentan juegos de mesas auxiliares de diferentes tamaños que se guardan una debajo de la otra y se despliegan si las circunstancias lo requieren.
- Mesa de centro. Mesa pequeña que se utiliza en el centro de una sala para poner objetos referentes al uso de la habitación. Se sitúa en el centro de lugares de espera en conjunto con otros tipos de inmuebles. Por lo general es de forma cúbica.[17]
- Mesa de juego. Mesa con tapete que se utiliza para jugar a las cartas. Tiene cajones en los que se guardan las barajas, fichas y material para apuntar. En ocasiones, presenta ceniceros incrustados. Como se les da un uso esporádico, generalmente, son plegables.
- Mesa de billar. Mesa especialmente adaptada para la práctica de ese juego, cubierta por un tapete y con amortiguadores. También suele tener una serie de pistas en metal en su interior para conducir las bolas de billar desde los agujeros o troneras hasta el estante.
- Mesa de despacho o escritorio. Mesa amplia y de buena calidad utilizada para las labores de despacho. Tiene cajón o cajones tan solo por uno de los lados.
- Mesita de luz, mesilla o velador. Mesa de pequeño tamaño que se coloca al lado de la cama. A veces sirve de soporte para una lámpara.
- Mesa de ordenador. Mueble sobre el que se coloca el ordenador. Sobre el tablero superior se sitúa la pantalla y algunos periféricos y en una repisa inferior el CPU y la impresora. Cuenta también con bandeja extraíble para colocar el teclado.
- Banco de trabajo. Un banco de trabajo es una mesa acondicionada para realizar, sobre ella, un trabajo específico.
- Trinchante o trinchero. Mesa que se encuentra en los comedores y se utilizaba para trinchar la carne. Generalmente, se trata de un mueble largo

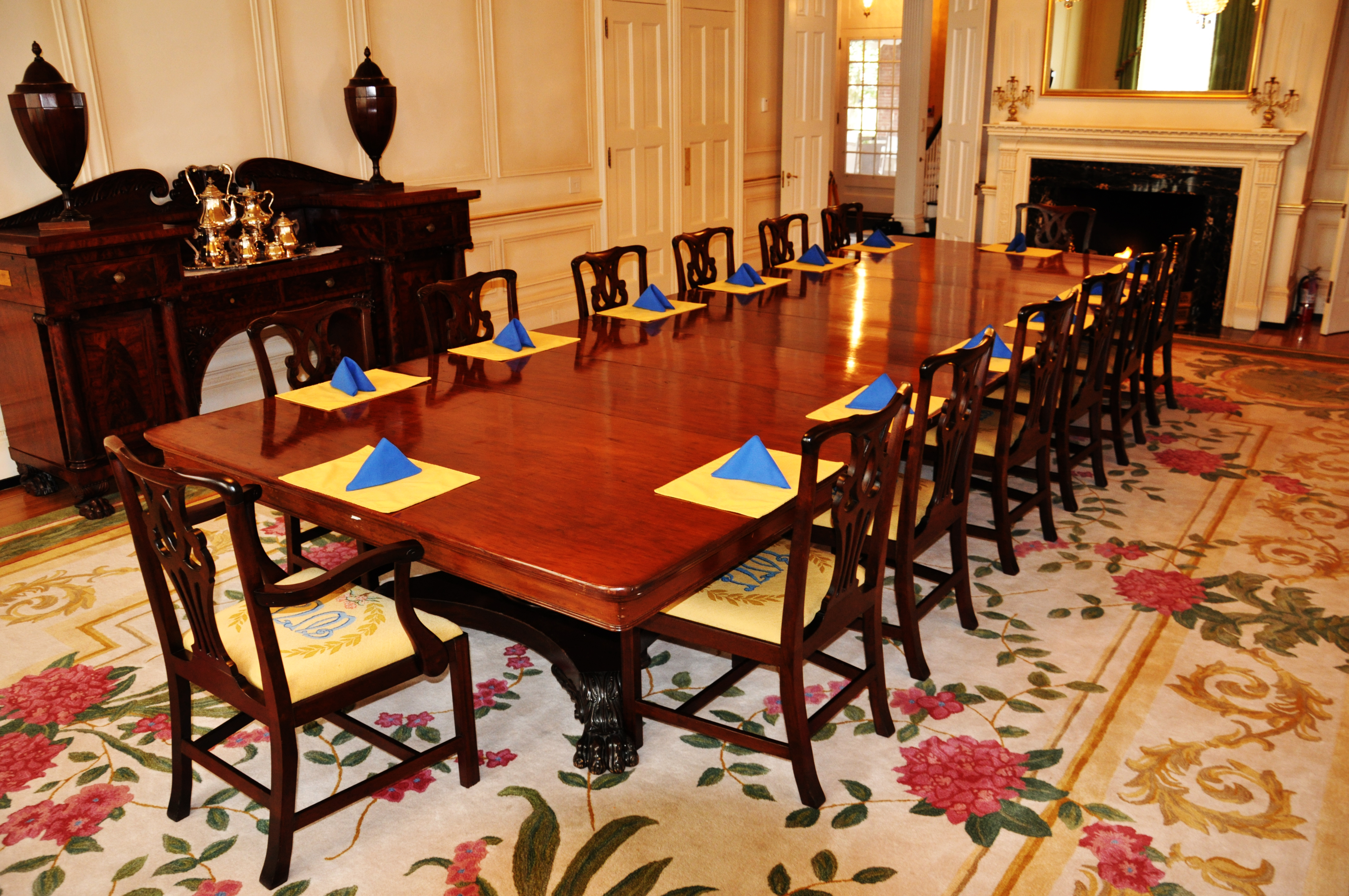
Mesa de comedor
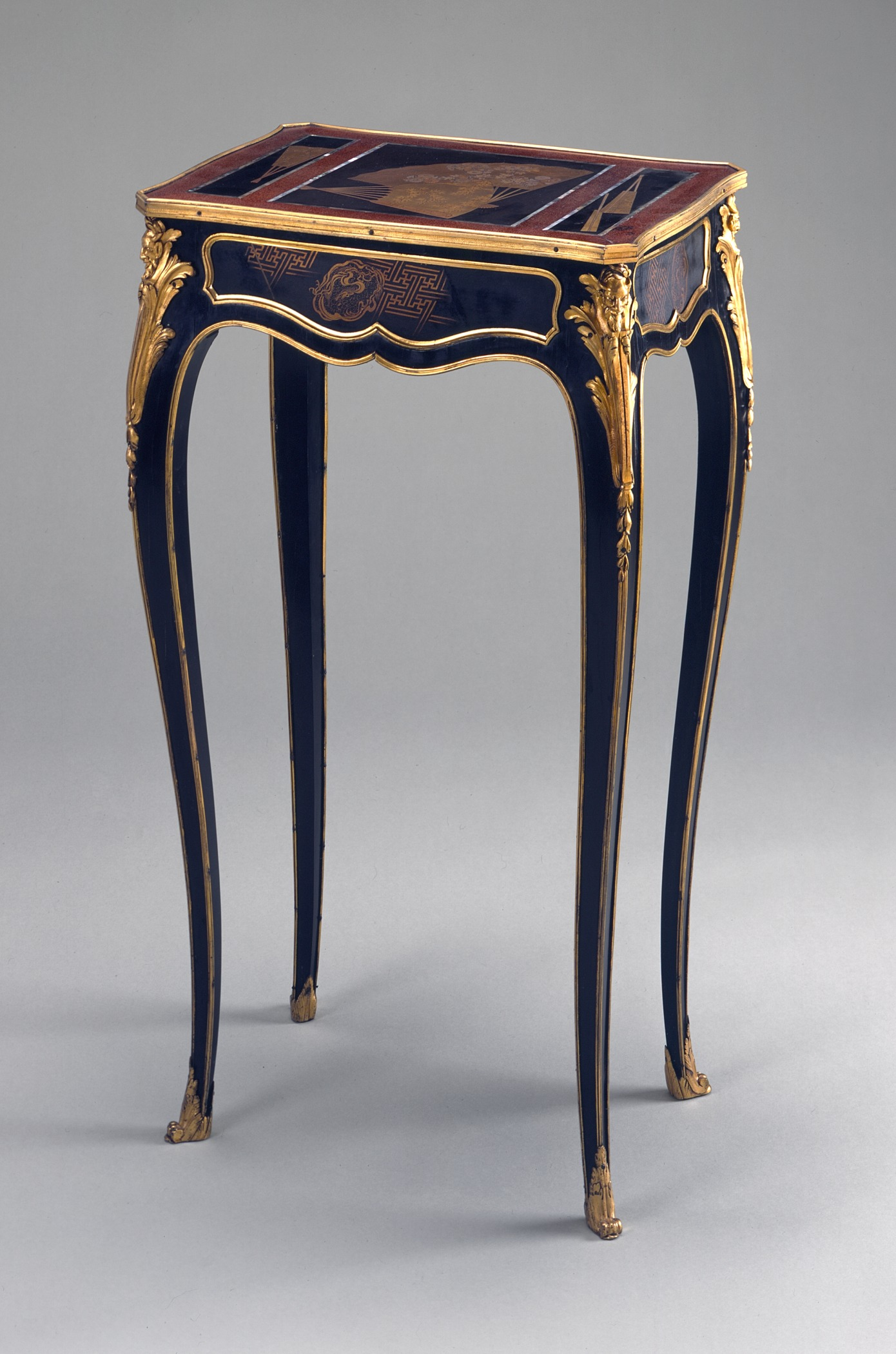
Mesa auxiliar
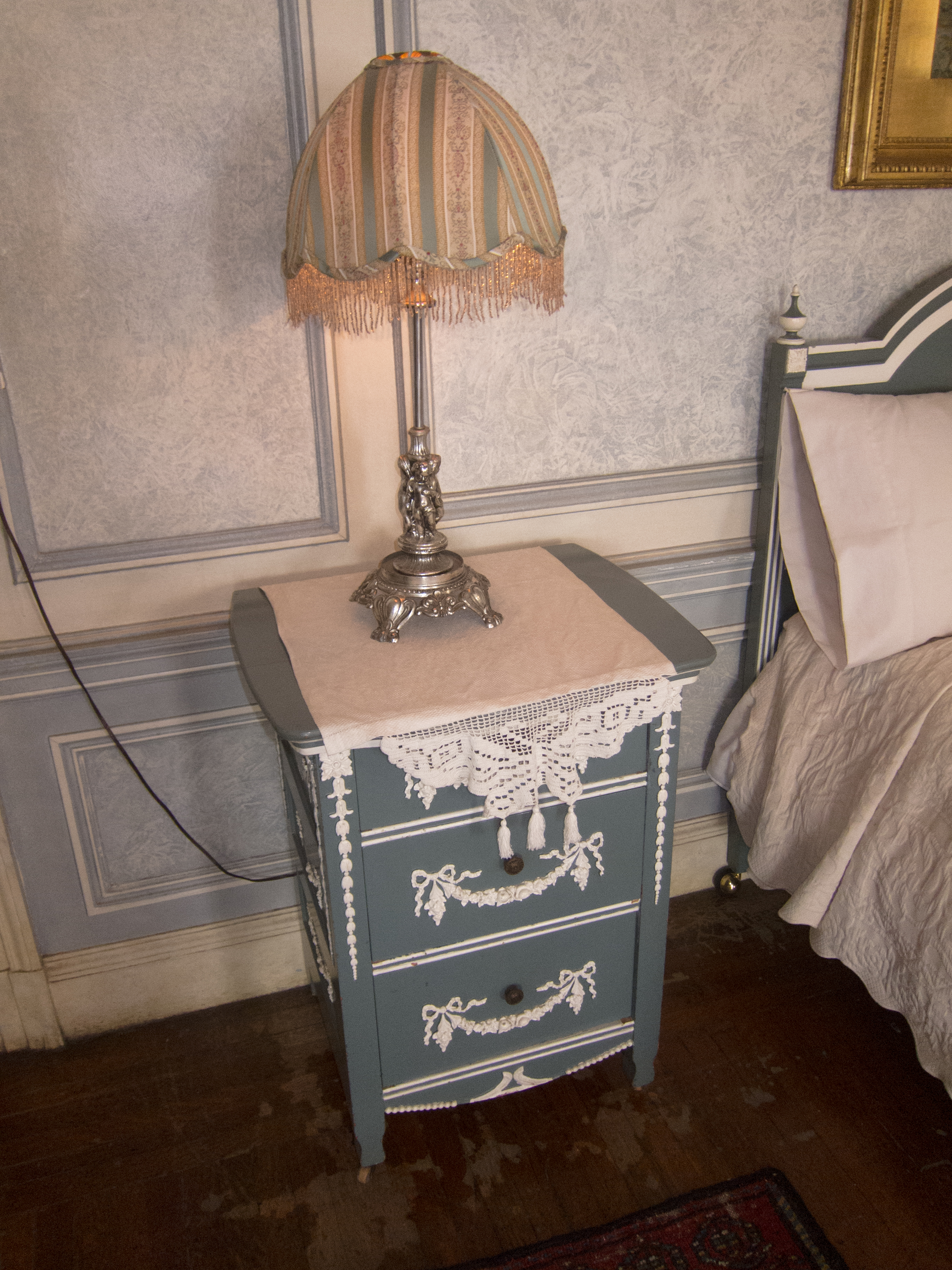
Mesilla
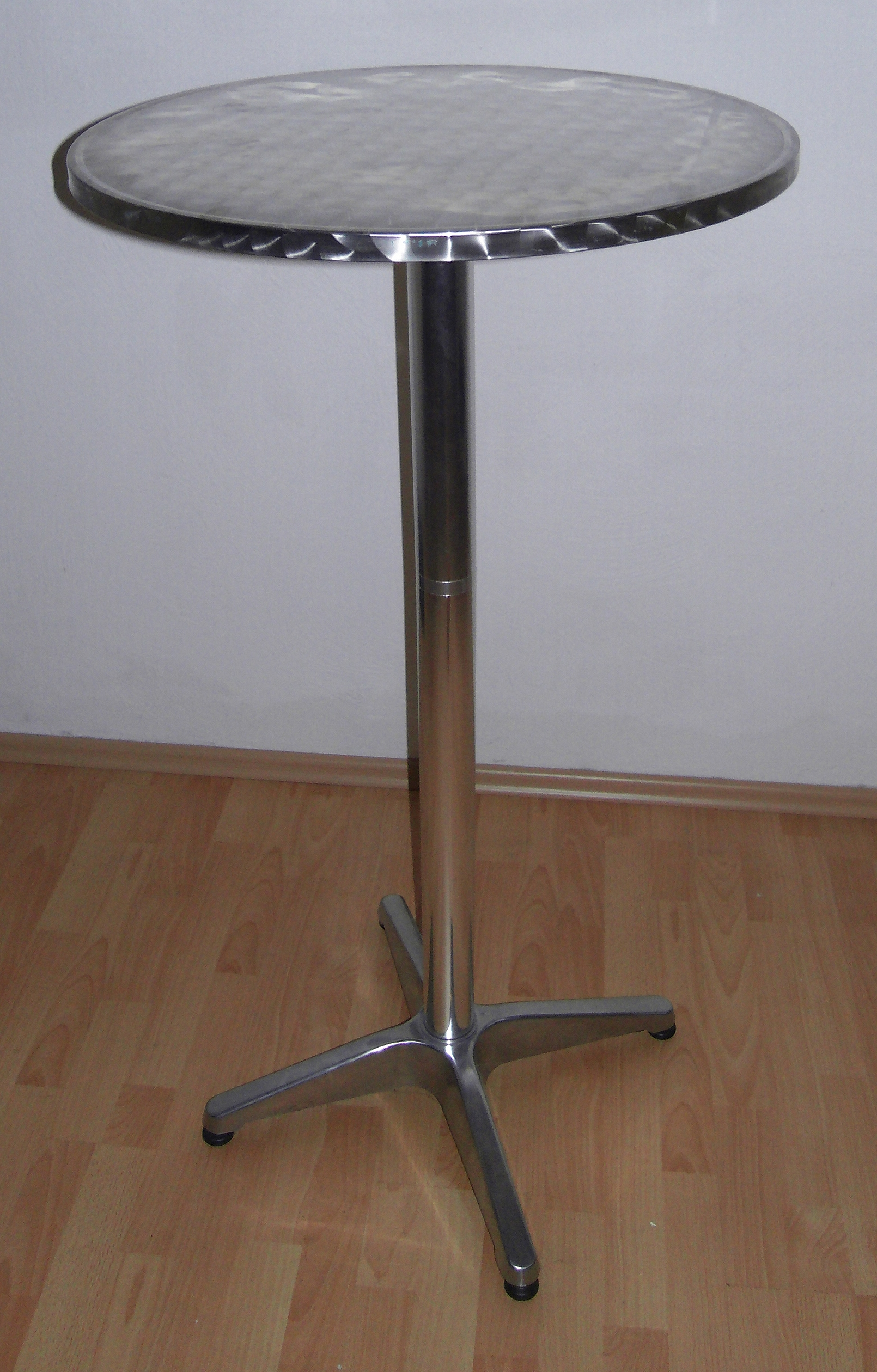
Velador
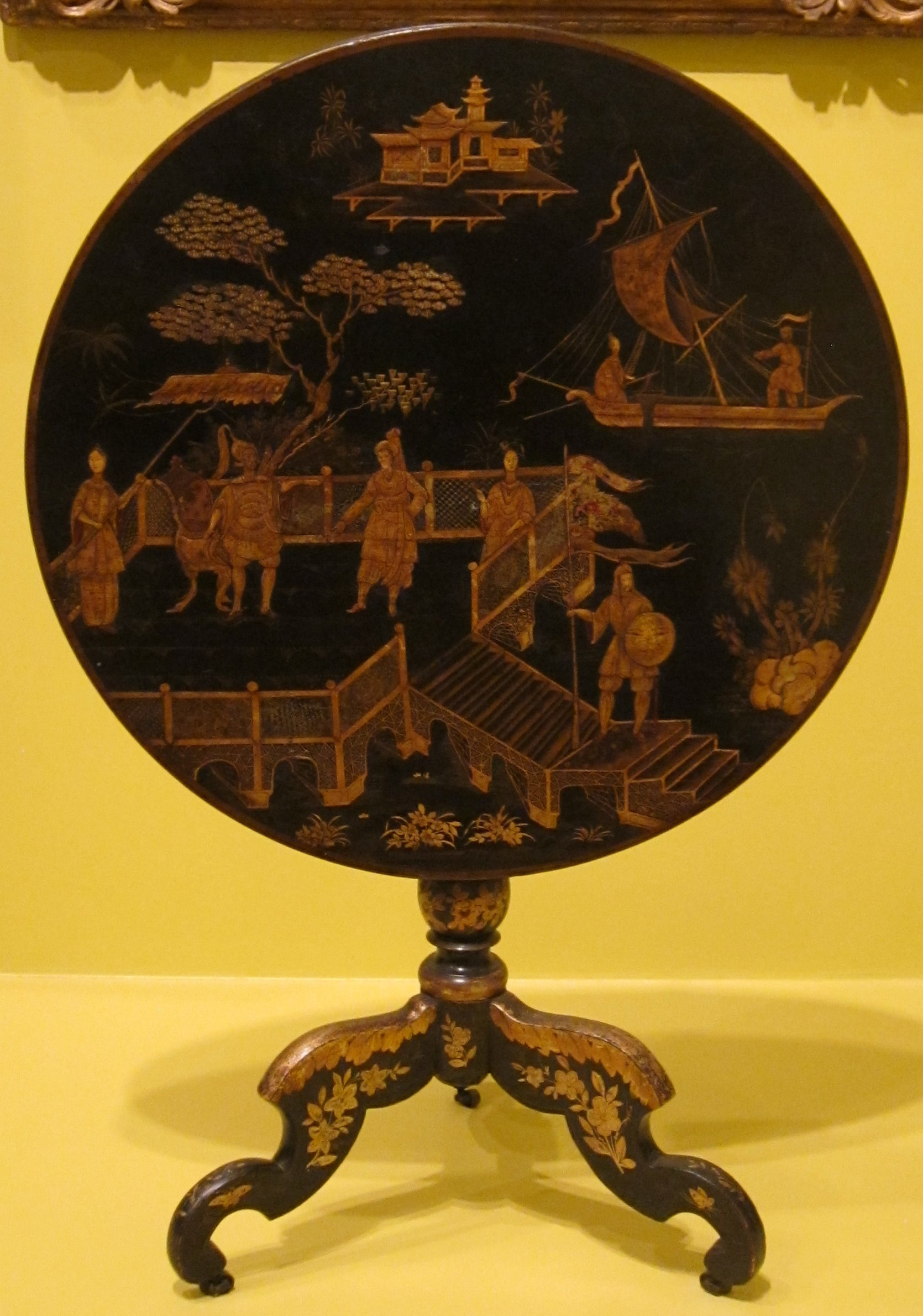
Mesa decorativa
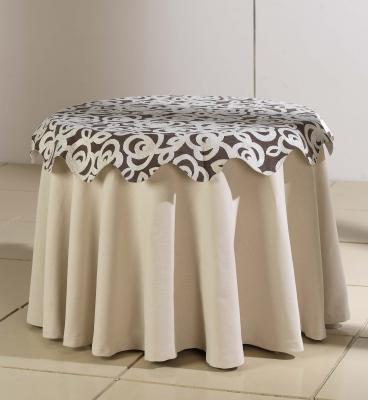
Mesa camilla
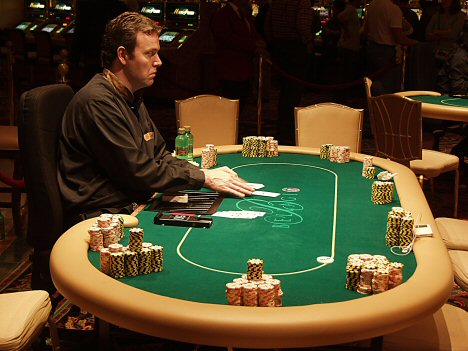
Mesa de juego
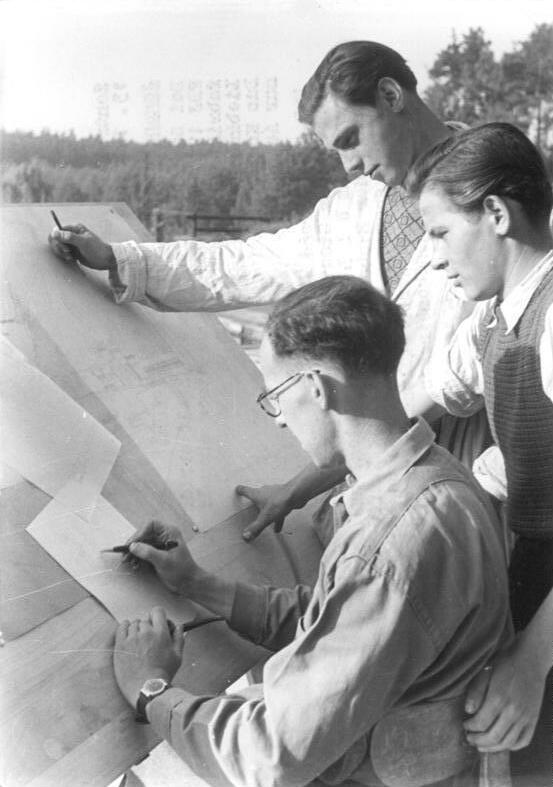
Mesa de dibujo
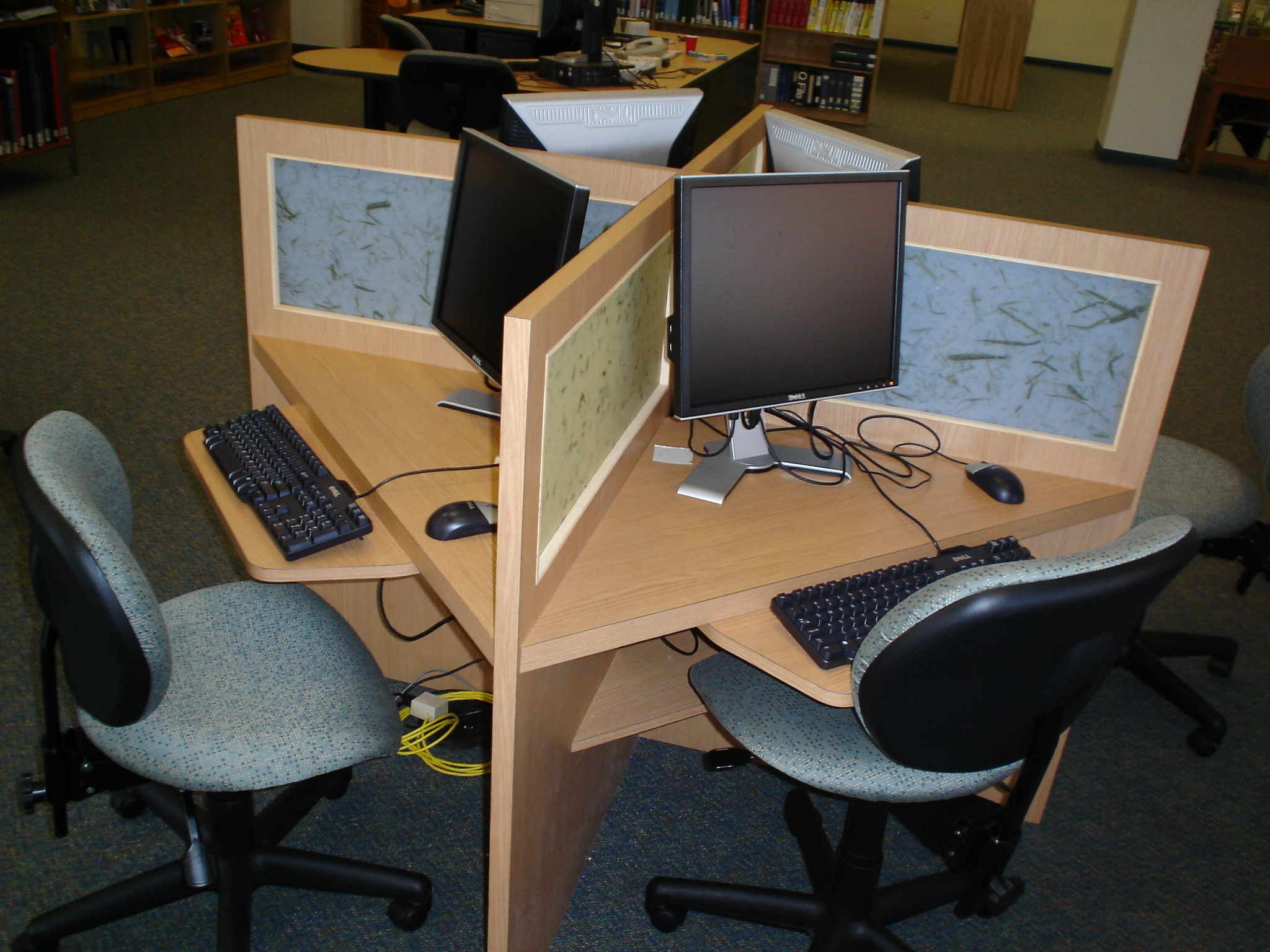
Mesas de ordenador
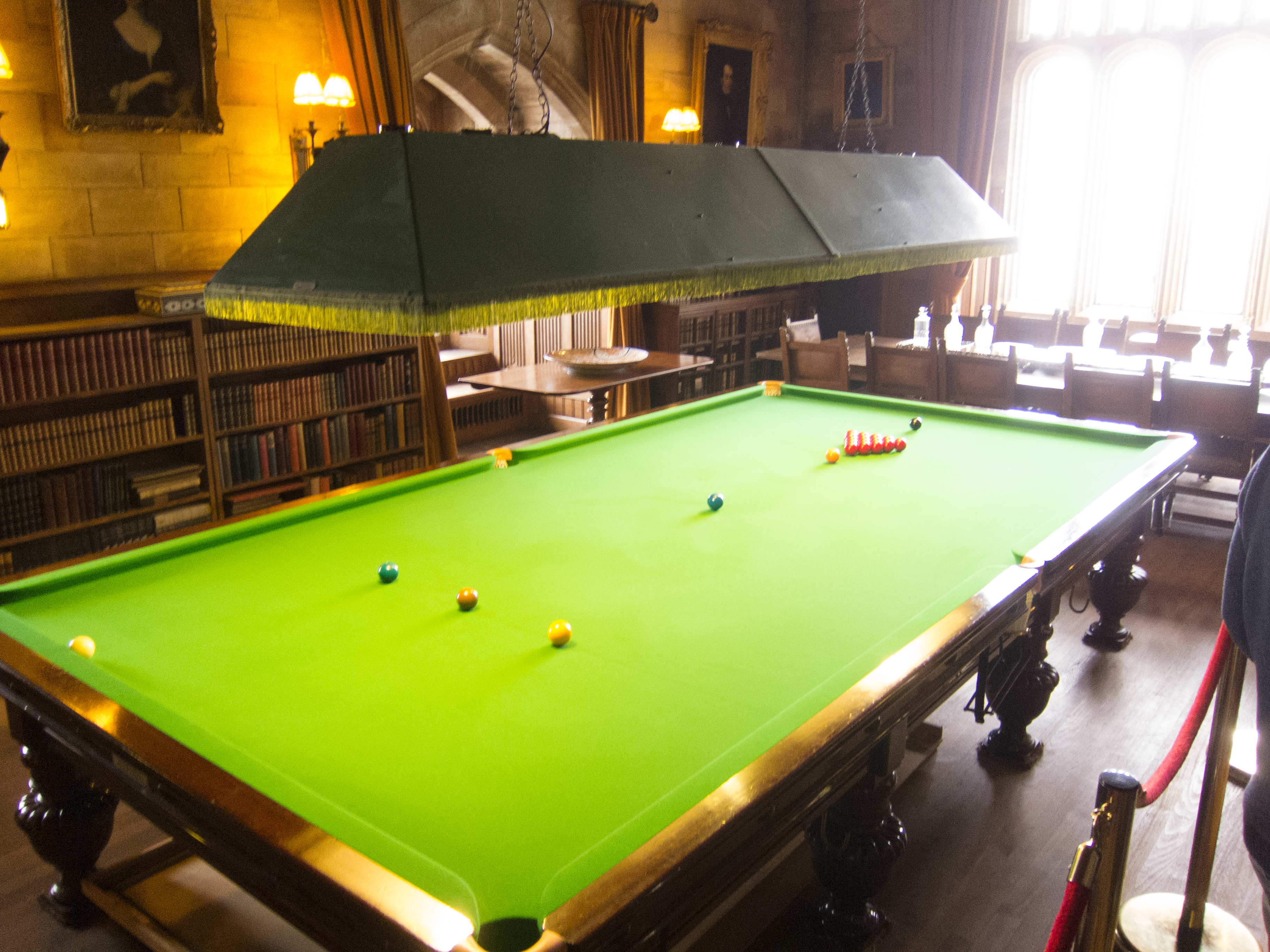
Mesa de billar
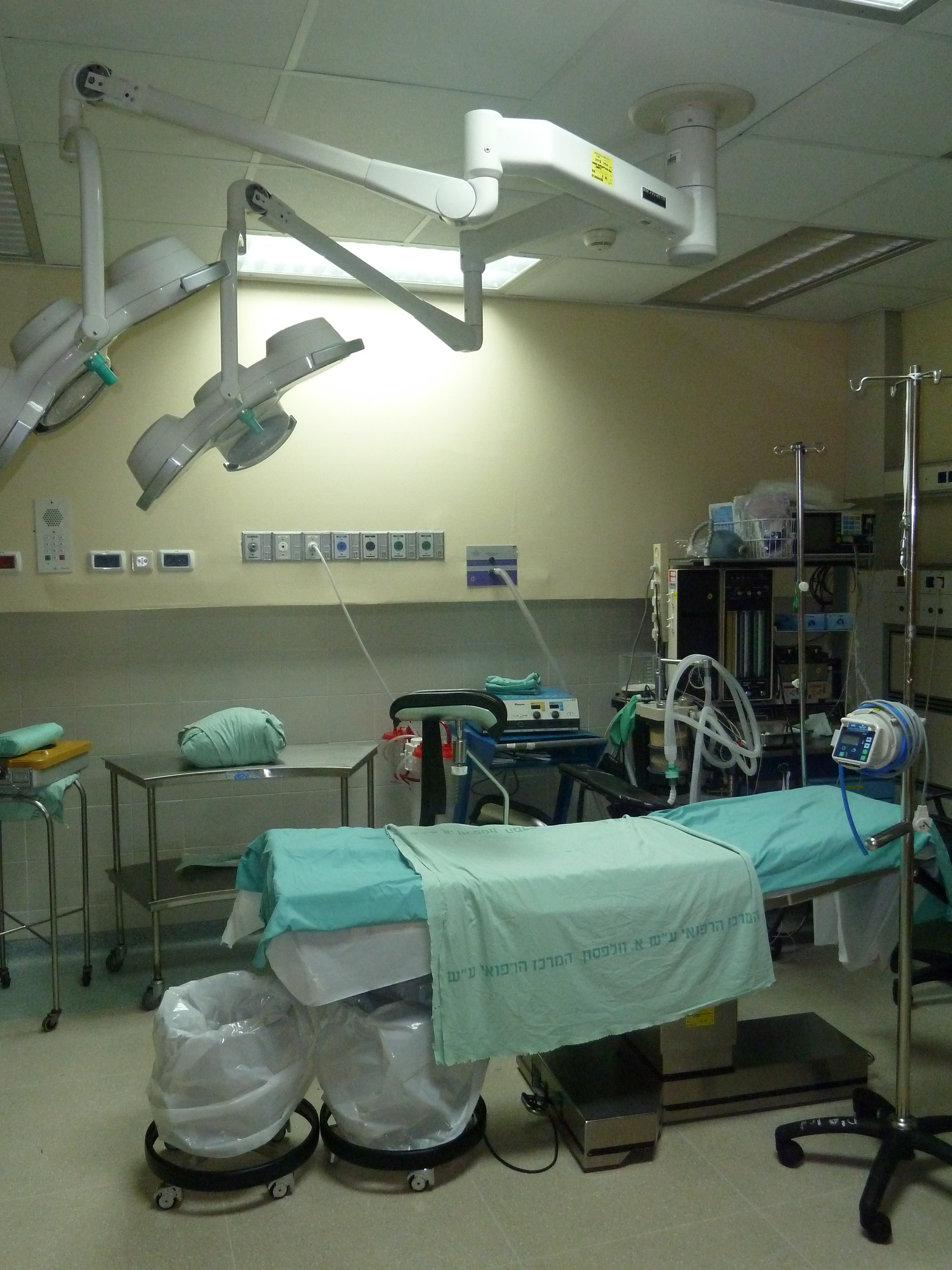
Mesa de operaciones
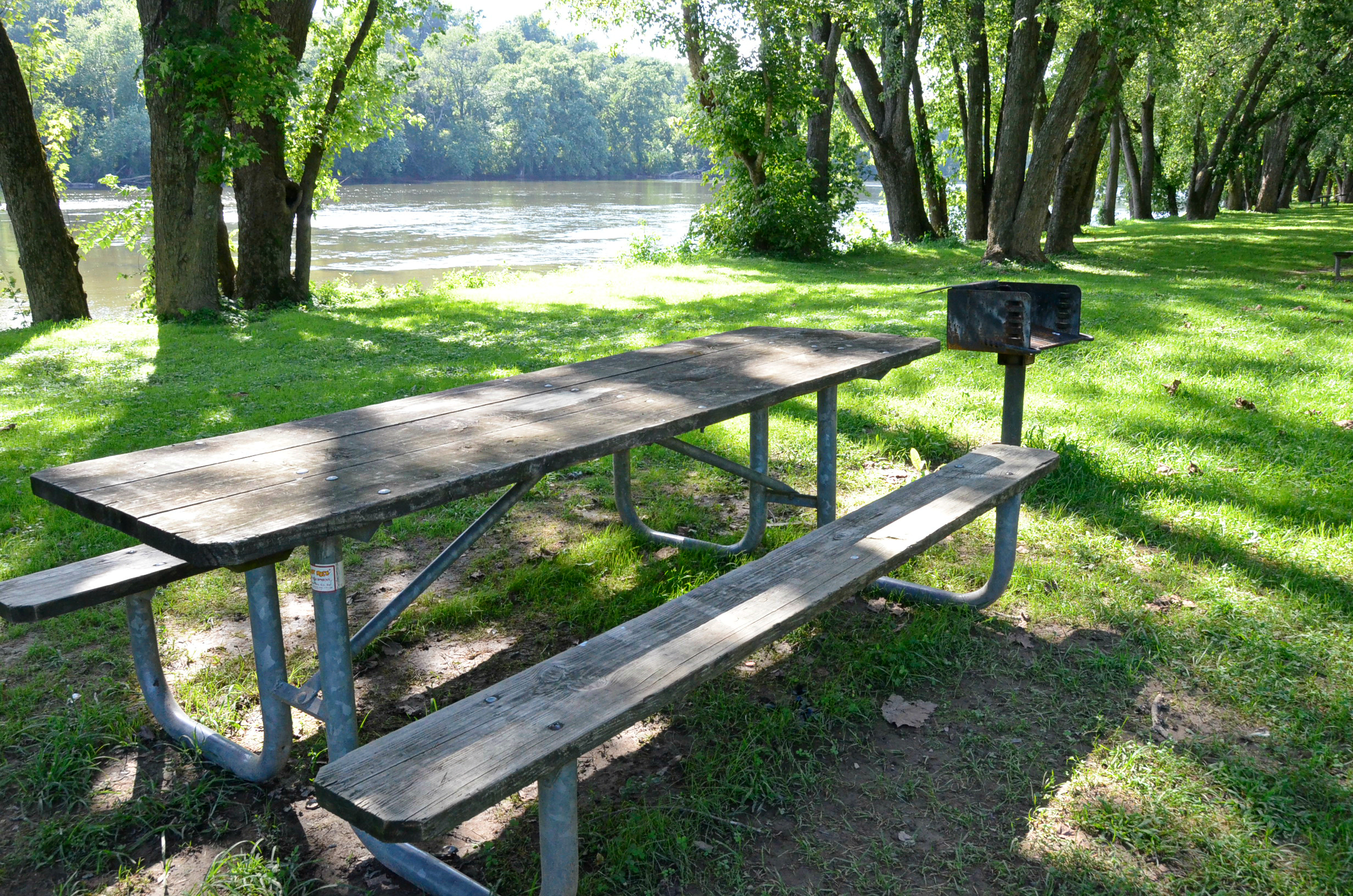
Mesa de parque
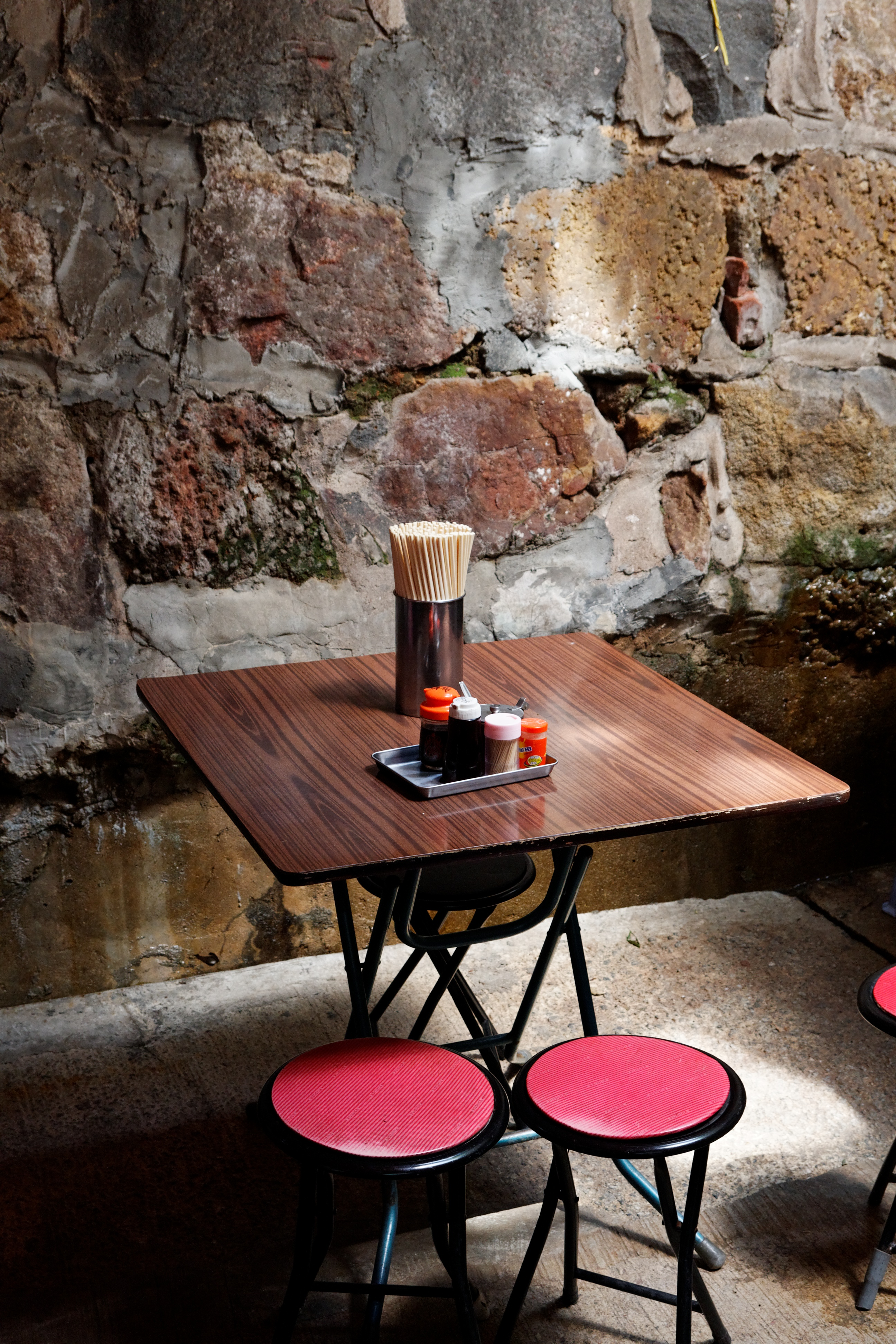
Mesa plegable
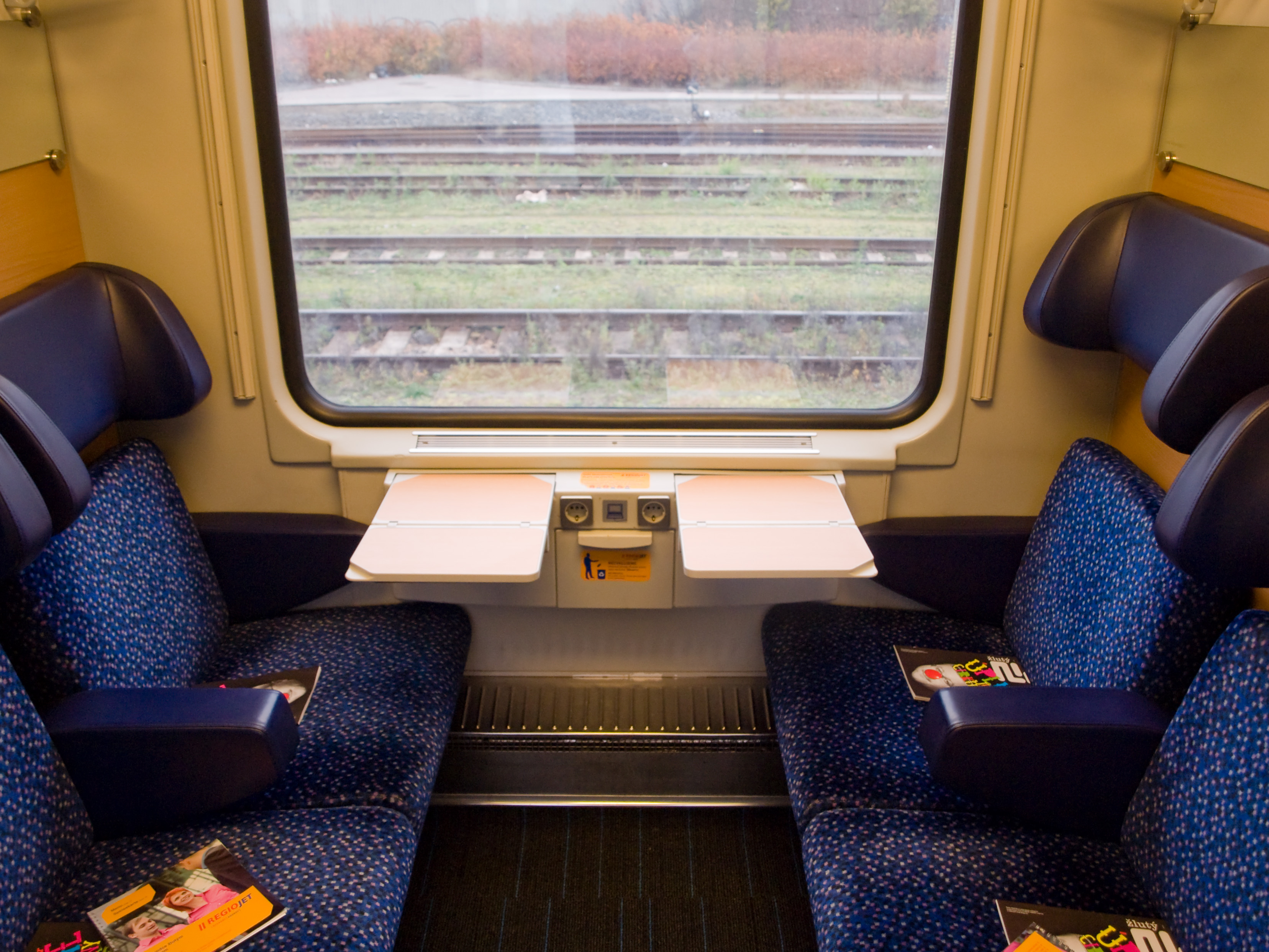
Mesa de tren